# Pfarrhof (Obermässing)

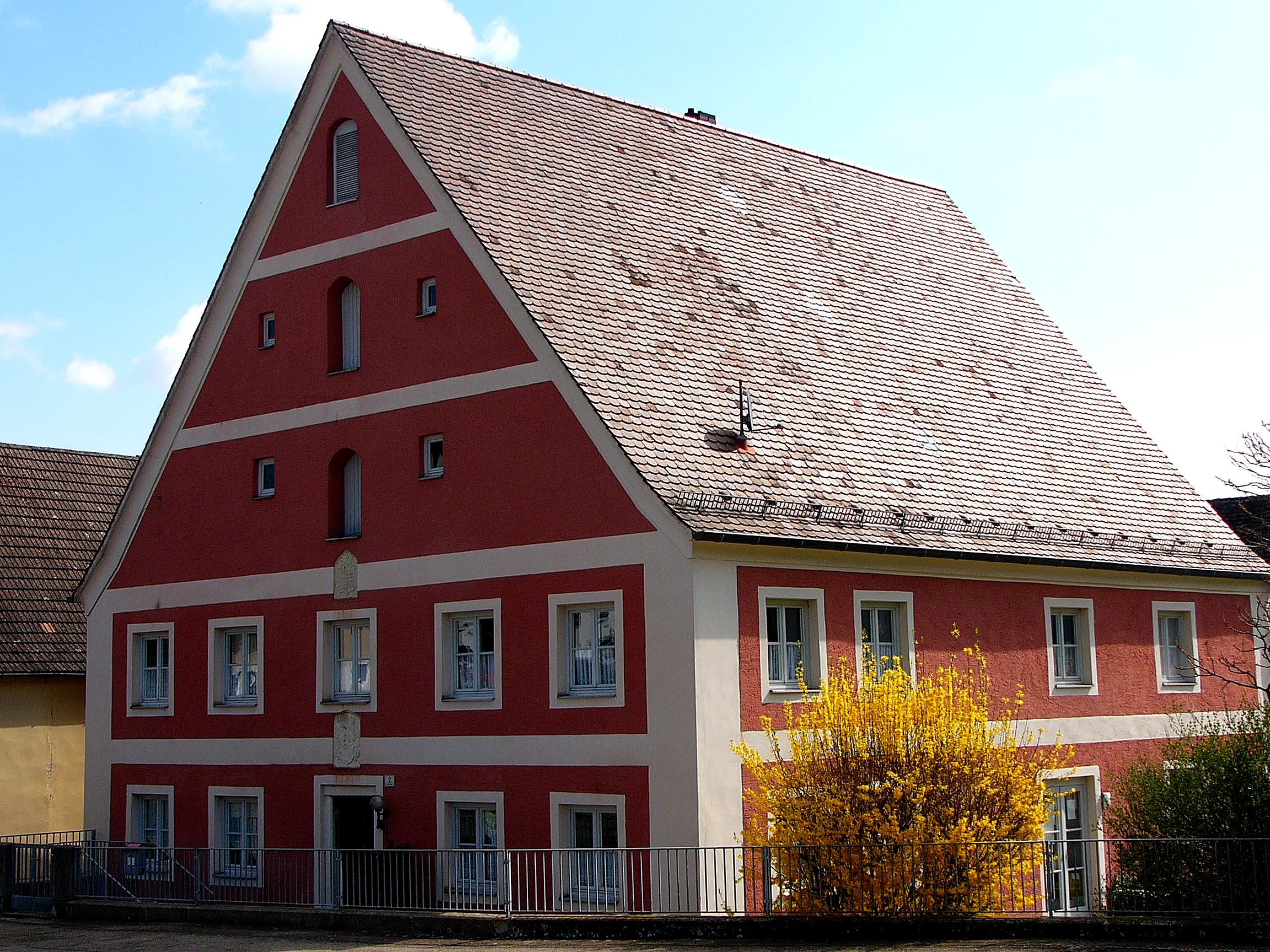
Pfarrhof in Obermässing

Der katholische Pfarrhof in Obermässing, einem Gemeindeteil der Stadt Greding im mittelfränkischen Landkreis Roth in Bayern, wurde wahrscheinlich 1769 errichtet. Das Pfarrhaus mit der Adresse Am Kirchplatz 2 ist ein geschütztes Baudenkmal.
Es handelt sich um einen zweigeschossigen, giebelseitigen Massivbau mit Steilsatteldach.
Im Pfarrhaus ist die Pfarrbücherei Obermässing untergebracht und ein Diakon wohnt in dem Haus.